# Маркіньйос Сіпріано
Маркос Робсон Сіпріано (порт. Marcos Robson Cipriano більш відомий, як Маркіньйос Сіпріано порт. Marguignos Cipriano; нар. 27 березня 1999, Катандува, Бразилія) — бразильський футболіст, правий півзахисник клубу «Шахтар», який на правах оренди виступає за «Крузейро».

## Клубна кар'єра

### Ранні роки
Народився 27 березня 1999 року в місті Катандува, де була місцева команда «Греміо Катандува», але з нею кар'єра Сіпріано не пов'язалася. Була невдала спроба потрапити в академію «Сантоса», після якої гравець потрапив у «Деспортіво Бразіл». Коли Маркіньйосу виповнилося 15 років, то він вже грав за клуб у категорії до 17 років, виступаючи в юнацькому чемпіонату штату. У першому сезоні він забив гол, який згодом визнали найкрасивішим у турнірі, а з наступного сезону почав цікавити бразильських грандів: «Корінтіанс», «Греміо», «Інтернасьонал», «Сантос» та інші. Боротьбу за гравця виграв клуб «Сан-Паулу», який запропонував «Деспортіво Бразіл» мільйон доларів, хоча була і пропозиція у два мільйони доларів від «Фламенго», та невдалося отримати згоду самого футболіста.

### Сан-Паулу
У 2016 році став найкращим бомбардиром чемпіонату штату в категорії до 17 років, вразивши ворота суперників 21 раз, одного разу оформивши пента-трік. З'являлися пропозиції від «Арсенала», «Ювентуса» і «Атлетіко», але «Сан-Паулу» їх відхиляв. Дебют Маркіньйоса у дорослому футболі відбувся 17 січня 2018 в матчі проти «Сан-Бету», коли бразилець з'явився на полі на 67 хвилині. Також взяв участь у матчі проти «Новорізонтіно».